# Jean Bricmont
Jean Bricmont (francês: [bʁikmɔ̃]; Uccle, 12 de abril de 1952) é um físico teórico e filósofo da ciência belga. Professor da Universidade Católica de Louvain, trabalha com grupo de renormalização e equações diferenciais não-lineares. É desde 2004 membro da Divisão de Ciências da Academia Real da Bélgica.
Foi palestrante convidado do Congresso Internacional de Matemáticos em Pequim (2002: Ergodicity and mixing of stochastic partial differential equations).
Jean Bricmont foi presidente da Associação Francesa de Informação Científica de 2001 a 2006.

## Publicações
- In 2005, he published Impérialisme humanitaire, published in English as Humanitarian Imperialism in 2006.[carece de fontes?]
- In 2006, he wrote the preface to L'Atlas alternatif - Frédéric Delorca (ed), Pantin, Temps des Cerises.
- "Pourquoi Bush peut déclencher une attaque contre l’Iran", an article in French discussing the possibility of a US invasion of Iran
- "Raison contre pouvoir. Le pari de Pascal", Jean Bricmont and Noam Chomsky, 5 November 2009
- "Beware the Anti-Anti-War Left", CounterPunch, 4 December 2012
- Bricmont, Jean (2016). Making Sense of Quantum Mechanics. [S.l.]: Springer. ISBN 978-3-319-25889-8
- Bricmont, Jean (2017). Quantum Sense and Nonsense. [S.l.]: Springer. ISBN 978-3-319-65271-9